# Zwycięstwo (dramat)
Zwycięstwo – dramat Karola Irzykowskiego, jedna z najbardziej oryginalnych i zarazem kuriozalnych pozycji literackich o szachach.
Autor napisał „Zwycięstwo” w 1897 i ukończył dopiero 7 lat później. Karol Irzykowski nazwał ten utwór „komedią tryumfalną w dwóch aktach”.
W 1929 Irzykowski w Walce o treść napisał:

Mając na uwadze Zwycięstwo mógłbym się uznać za prekursora Witkiewicza, gdyż w tej sztuce dochodzi do głosu formistyczny symbolizm.

## Fabuła
W sztuce toczy się śmiertelna walka między Solem, który jest reprezentantem obóz Słońca-Jasności-Dnia, a królową Nox („patronką dzieł ciemności”). Rozwój wydarzeń  przebiega zgodnie z wygłaszanymi notacją szachową ruchami bierek szachowych.
Sol w dużo gorszej pozycji ratuje się genialnym manewrem szachowym (poświęcając bierki szachowe) i w ten sposób wygrywa z Nocą. Karol Irzykowski wykorzystał w tym pojedynku przebieg partii pomiędzy Siegbertem Tarraschem a Walbrodtem (czarne) w 1895 z turnieju w Hastings.